# EC3/ter «Gufo»

Il pannello di controllo del radar italiano EC3/ter «Gufo»

Lo EC3/ter «Gufo» fu il primo radar di fabbricazione italiana a trovare un impiego operativo. Il «Gufo» operava nella banda tra 400 ed i 750 Mhz (75 - 40 cm) attraverso la tecnica della modulazione di frequenza.

## Storia

Alfeo Brandimarte, uno degli sviluppatori dell'EC3/ter «Gufo»

L'apparato, sviluppato da un gruppo di lavoro della Regia Marina composto dai professori Ugo Tiberio e Nello Carrara e dal capitano (poi maggiore) delle Armi Navali Alfeo Brandimarte, all'interno del Regio Istituto Elettrotecnico e delle Comunicazioni della Marina (RIEC) come EC1 nel 1936. In particolate il professor Tiberio fu impegnato alla progettazione dei radar, con fondi risibili e pochissimi collaboratori, fin dal 1935, ma le forze armate italiane (ed in particolare la Marina, l'unica che aveva vagamente compreso l'importanza di questo genere di apparecchi) non ritennero opportuno destinare allo sviluppo di questo apparecchio dei collaboratori fin al 1938, mentre, fino al 1941, tutto il personale impiegato nella ricerca sui radiotelemetri (come erano definiti i radar dal gruppo di ricerca italiano), lo fece come attività secondaria, ovvero dopo aver svolto il regolare lavoro di insegnamento e d'ufficio in università o nell'accademia navale.
Successivamente perfezionato come EC2, trovò appunto con la terza serie, l'EC3, un impiego operativo su alcuni cacciatorpediniere; in particolare per quanto riguarda la classe Navigatori, su Pancaldo, Da Noli e Vivaldi, mentre per la classe Soldati, sul Fuciliere.
A causa delle ristrettezze economiche, la ricerca procedette a rilento ma, quando vennero conferiti fondi adeguati, dopo la battaglia di capo Matapan, non vi erano le risorse umane necessarie ad una accelerazione della ricerca. Cionondimeno, il «Gufo» ed il suo omologo per sorveglianza costiera «Folaga» furono ordinati, rispettivamente, in 50 e 150 esemplari. Alla data dell'8 settembre 1943 erano stati però consegnati soltanto 13 Gufo e 14 Folaga.

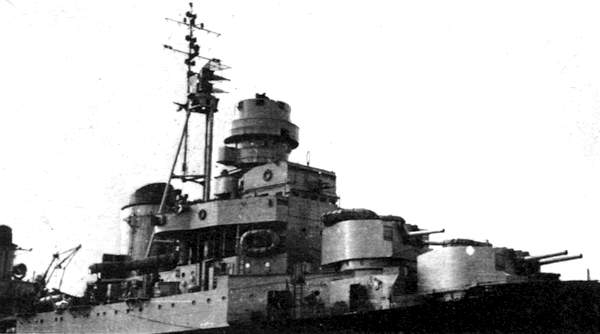
Il sistema radar sullo Scipione Africano

Il radar fu usato in combattimento dall'incrociatore leggero Scipione Africano, nella notte del 17 luglio 1943, mentre era in rotta da La Spezia a Taranto (Operazione Scilla), quando rilevò una flottiglia di quattro motosiluranti britanniche cinque miglia più avanti rispetto allo stretto di Messina. Una delle motosiluranti, la MTB 316, fu distrutta dai cannoni dell'incrociatore e un'altra, la MTB 313, fu seriamente danneggiata. Dodici marinai britannici persero la vita.